# Boucekiella
Boucekiella is een geslacht van vliesvleugeligen uit de familie Encyrtidae. De wetenschappelijke naam van dit geslacht is voor het eerst geldig gepubliceerd in 1954 door Hoffer.

## Soorten
Het geslacht Boucekiella omvat de volgende soorten:
- Boucekiella depressa Hoffer, 1954
- Boucekiella orientalis Xi & Zhang, 2010